# Casa Parés (Vilafranca del Penedès)
La Casa Parés és una obra eclèctica de Vilafranca del Penedès (Alt Penedès) protegida com a Bé Cultural d'Interès Local.

## Descripció
La casa Girona i la casa Parés són dos edificis contigus bessons, entre mitgeres, simètrics respecte de l'eix vertical que els separa. Presenten planta baixa i dos pisos amb terrat, torratxa i mirador.
Presenten una combinació d'elements d'inspiració clàssica, cosa que els insereix dins de l'arquitectura de l'eclecticisme. Són edificis que configuren la imatge de la rambla.